# 奇特雷

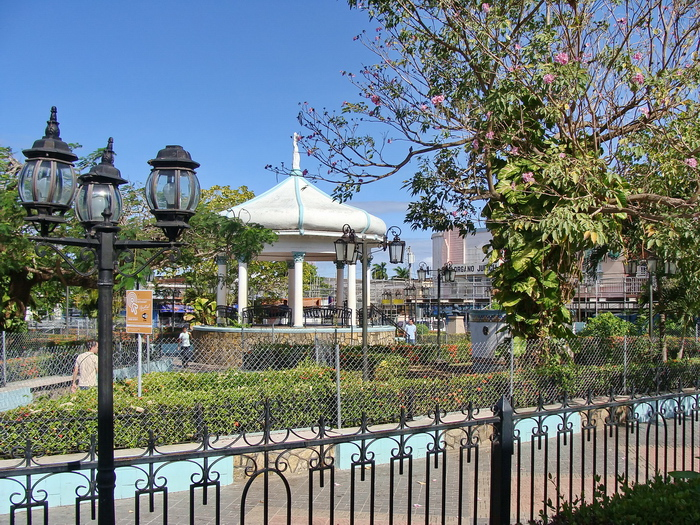
奇特雷联合公园

奇特雷是巴拿马共和国埃雷拉省的首府，总人口25,336(2000年) 。该城市离帕里塔湾5公里。

## 历史
该市成立于1948年。

## 地理
该城市地处热带，气候干燥。

## 交通
- 水运

港口：奇特雷港
- 有飞机场

## 著名人物
- 马丁·托里霍斯